# Leucostoma perrarum
Leucostoma perrarum là một loài ruồi trong họ Tachinidae.